# Spenser Confidential
Spenser Confidential is een Amerikaanse actiefilm uit 2020 onder een regie van Peter Berg. Het verhaal is licht gebaseerd op het boek Wonderland van auteur Ace Atkins voor zijn boekenreeks Robert B. Parker's Spenser. De film gebruikt ook de personages gecreëerd door Atkins. Hoofdrollen worden gespeeld door Mark Wahlberg, Winston Duke, Alan Arkin, Iliza Shlesinger, Bokeem Woodbine, Donald Cerrone, Marc Maron en Austin Post.

## Verhaal
De film speelt zich af in Boston. Politiekapitein John Boylan slaat zijn vrouw wanneer politieagent Spenser aanbelt. Om de ruzie te doen stoppen, sleurt Spenser Boylan naar buiten en geeft hem enkele rake klappen. De rechtbank acht Spenser schuldig waardoor deze vijf jaar in de gevangenis belandt. Op de dag van zijn vrijlating worden Boylan en een andere politieman vermoord. Volgens het onderzoek doodde de politieman Boylan en pleegde daarna zelfmoord. Spenser is het niet eens met deze redenering en start zijn eigen onderzoek tezamen met Hawk. Dit onderzoek leidt naar Wonderland, een voormalig hondenraceparcours dat men wil ombouwen tot een casino. Al snel blijkt dat heel wat leden van het politiekorps betrokken zijn in een drugshandelcomplot.

## Rolverdeling
| Acteur           | Personage           |
| ---------------- | ------------------- |
| Mark Wahlberg    | Spenser             |
| Winston Duke     | Hawk                |
| Alan Arkin       | Henry Cimoli        |
| Iliza Shlesinger | Cissy Davis         |
| Bokeem Woodbine  | Driscoll            |
| Marc Maron       | Wayne Cosgrove      |
| Austin Post      | Squeeb              |
| James DuMont     | Bentwood            |
| Michael Gaston   | Captain John Boylan |
| Colleen Camp     | Mara                |